# Sam R. Bratton
Sam R. Bratton (* 1864; † 1936) war ein US-amerikanischer Politiker. Zwischen 1929 und 1931 war er als Präsident des Staatssenats faktisch Vizegouverneur des Bundesstaates Tennessee, auch wenn dieses Amt formell erst 1951 eingeführt wurde.
Die Quellenlage über Sam Bratton ist sehr schlecht. Sicher ist, dass er zumindest zeitweise in Tennessee lebte und Mitglied der Demokratischen Partei war. Im Jahr 1929 wurde er Mitglied und Präsident des Staatssenats und damit Stellvertreter von Gouverneur Henry Hollis Horton. Damit bekleidete er faktisch das Amt eines Vizegouverneurs. Dieser Posten war bzw. ist in den meisten anderen Bundesstaaten verfassungsmäßig verankert; in Tennessee ist das erst seit 1951 der Fall. Danach ist Bratton politisch nicht mehr in Erscheinung getreten. Er starb im Jahr 1936.